# Humanisme juridique
S’inscrivant dans le vaste mouvement de l’humanisme, l’humanisme juridique, débuté au XVe siècle en Italie avec Lorenzo Valla, devient au siècle suivant un phénomène européen. Néanmoins, c’est surtout en France, où il a pénétré dès l’orée du siècle (venu d’Italie avec André Alciat qui enseigne à Bourges), qu’il a trouvé sa principale terre d’élection avec Guillaume Budé et ses disciples, au point que la méthode caractéristique de la « jurisprudence » humaniste a pris le nom de mos gallicus, par opposition au mos italicus des bartolistes. Ce dernier est alors en crise. Les élèves de Bartole puis de Balde ne sont plus des créateurs, ils se contentent de répéter l’enseignement de leur maître voire de le gloser, de sorte que leur glose ne s’applique donc plus au texte du Corpus juris civilis proprement dit mais à ses commentaires médiévaux. Rejetant le poids des doctrines romanistes précédentes, les humanistes posent alors, selon Jean Gaudemet, « la règle que « la vérité en droit vient des témoignages, non de l’autorité des docteurs » ».

## Méthode et objectif
C’est ainsi que les auteurs français (Guillaume Budé, François Douaren, François Baudouin, Hugues Doneau, François Hotman, Jacques Cujas…) portent de violentes critiques contre la glose (critiques qui se retrouvent dans certains passages du Pantagruel de Rabelais), plus dirigées cependant à l’encontre des bartolistes (les postglossateurs ou commentateurs), qu’envers les glossateurs des XIe et XIIe siècles. Les partisans du mos gallicus se séparent ainsi des deux courants précédents en ce que, pour eux, les lois romaines ne sont plus l’expression d’une vérité intangible, bonne pour tous les temps et toutes les sociétés. Elles doivent être replacées dans leur époque, permettant en cela une connaissance scientifique du droit romain. Ils cherchent alors à restituer ce droit dans sa pureté originelle, portant un intérêt nouveau au droit antérieur à celui de Justinien. Le caractère scientifique de leur étude transparaît à travers les trois piliers sur lesquels elle repose : la philologie, l’histoire (qui prend dès lors dans la doctrine juridique une place qui ne lui sera plus guère contestée par la suite) et la diplomatique.

## Courants
Pour autant, l’humanisme juridique ne constitue pas un mouvement uniforme et l’on peut distinguer, avec Jean-Louis Thireau, quatre grandes tendances :
- Il y eut un premier humanisme juridique, jusque dans les années 1530 – 1540, celui des conciliateurs comme Barthélemy de Chasseneuz, André Tiraqueau, Charles Dumoulin, André Alciat, qui ont cru possible d’accorder l’adhésion aux idées nouvelles avec la fidélité aux méthodes traditionnelles héritées du bartolisme.
- L’humanisme historiciste, lui, se donne pour but de retrouver les solutions du droit romain authentique, et dans lequel s’inscrit Cujas.
- L’humanisme systématique, soucieux de regrouper les textes du Corpus juris civilis en un ensemble cohérent et logique autour de thèmes d’inspiration philosophique, regroupe notamment François Connan, Jean de Corras, Hugues Doneau, ou Giovan Paolo Lancellotti (pour le droit canonique). Il fut influent en Allemagne et a, à long terme, produit des effets plus durables que le mos gallicus cujacien.
- Plus tardivement, à la fin du XVIe siècle, l’humanisme des praticiens du droit s’inspire en partie des précédents mais s’assigne d’autres objectifs en se tournant non plus vers l’histoire et le droit de Rome mais vers les sources juridiques françaises et le passé national. On relèvera les noms d'Étienne Pasquier et de Guy Coquille.

Les limites de ce courant ont néanmoins rapidement fait jour : la précision scientifique des travaux des humanistes n’était que de peu d’utilité pour la pratique. Or cette dernière ne pouvant plus s’appuyer sur les œuvres bartolistes, largement inadaptées, le droit romain perd alors progressivement de son importance (effet secondaire involontaire du mos gallicus), au profit d’un droit français en constitution, sur lequel s’attarde désormais la doctrine, notamment d’inspiration humaniste (humanisme des praticiens).